# Freakazoid
Freakazoid är en amerikansk animerad TV-serie producerad av Amblin Entertainment och Warner Bros. Animation, den gick i två säsonger från 9 september 1995 fram till 1 juni 1997. I Sverige visades Freakazoid på lördagsmorgnar på TV4 i slutet av 1990-talet.

## Handling
Serien handlar om nördige sextonåringen Dexter Douglas superhjälte-alter ego, (röst av David Kaufman) som går på Harry Connick High School. Hans namn är en parodi på diverse superhjältars riktiga namn där förnamn och efternamn börjar med samma bokstav (Clark Kent, Peter Parker, med flera). Då han fått sina krafter av en bugg i sin dator (han sögs in i datorn och absorberade omedelbart all information från Internet), har Freakazoid (röst av Paul Rugg) fått ökad styrka, uthållighet, enorm snabbhet, vighet och galenskap. Alla förändringar har gjort honom till en stark skräckingivande kraft att upprätthålla frihet och rättfärdighet. Såvida han inte distraheras av någonting som en björn som åker motorcykel. Han har ett gömställe kallat Freakalair - en parodi på Batcave byggt av hans stumma butler Ingmar. Freakalair innehåller en "Hall med intressanta saker att veta" ("Hall of Nifty Things to Know") och även ett galet laboratorium. Hans största svaghet som han själv förklarat för en skurk, är att han kan hållas fången i en bur byggd av grafitgaller laddade med negativa joner. Han avskyr även bajsgas.
Vissa av hans specialkrafter kommer och går, Freakazoid utvecklade en gång telekinesi som utlöstes av ilska och som aldrig nämndes i något annat avsnitt, han korsade hela jorden bara för att skrika åt en tibetansk munk som bad högljutt. Han har även förmågan att förvandla sig till elektricitet och på så sätt färdas långa sträckor snabbt. Oftast håller han armarna utsträckta framåt medan han springer och gör swooshljud med munnen som om han flög. Dexter kan byta till Freakazoid och tillbaks när han vill genom att säga "Freak out!" och "Freak in" När han inte är Freakazoid längre ser och beter sig Dexter helt normalt och hans familj vet ingenting om vad som hänt honom. Freakazoid tillbringar den tiden i en del av Dexters hjärna kallad "Freakazone", där han reflekterar och har djupsinniga tankar samt tittar på repriser av "The Rat Patrol".
Den hemliga serie tangenter som måste skrivas på hans dator för att utlösa buggen börjar med "@[=g3,8d]\&fbb=-q]/hk%fg" (citattecken inkluderade) som när Roddy MacStew skriver kombinationen i "The Chip (Act IV)". Buggen manifesterar sig då användaren trycker på "Delete" efter att ha skrivit kombinationen. Det hände första gången då Dexters katt klev över tangentbordet. Även om serien mest utspelar sig i Washington D.C., så ändras miljön ibland med seriens humor och tar Freakazoid till platser runt hela Jorden då det behövs.

## Avsnitt

### Säsong 1 (1995-1996)
- 1. Five Day Forecast/Dance of Doom/Hand Man
- 2. Candle Jack/Toby Danger in Doomsday Bet/The Lobe
- 3. Mo-Ron/The Sewer Rescue/The Big Question/The Legends Who Lunch
- 4. And Fan Boy Is His Name/Lawn Gnomes: Chapter IV - Fun in the Sun/Freak's French Lesson
- 5. Foamy the Freakadog/Office Visit/Ode to Leonard Nimoy/Emergency Broadcast System
- 6. The Chip (Part I)
- 7. The Chip (Part II) /Freakazoid is History
- 8. Hot Rods From Heck/A Time For Evil
- 9. Relax-O-Vision/Fatman and Boy Blubber/Limbo Lock-Up/Terror Palace
- 10. In Arms Way/The Cloud
- 11. Next Time, Phone Ahead/Nerdator
- 12. House of Freakazoid/Sewer or Later
- 13. The Wrath of Guitierrez

### Säsong 2 (1996-1997)
- 14. Dexter's Date
- 15. The Freakazoid
- 16. Mission: Freakazoid
- 17. Virtual Freak
- 18. Hero Boy
- 19. A Matter of Love
- 20. Statuesque
- 21. Island of Dr. Mystico
- 22. Two Against Freak
- 23. Freak-A-Panel/Tomb of Invisibo
- 24. Normadeus (Series Finale)

## Svenska röster (i urval)
- Dexter Douglas - Nick Atkinson
- Freakazoid - Joakim Jennefors
- Berättare - Gunnar Ernblad
- Sgt. Mike Cosgrove - Gunnar Ernblad